# Бял синап
Белият синап или просто синап (Sinapis alba) е едногодишно растение от семейство Кръстоцветни. Той понякога се нарича Brassica alba или B hirta. Отглежда се заради семената си, от които се приготвя горчица, както и като фураж или като зелен наторител. Разпространен е по целия свят, но вероятно произлиза от Средиземноморието.

## Употреба в готварството
Жълтите цветове на растението дават мъхнати шушулки, всяка с по около половин дузина семена. Семената се събират непосредствено преди шушулките да узреят и да се спукат.
Семената са твърди и сферични на форма, обикновено около 1 – 2 мм в диаметър, на цвят вариращи от бежови или жълти до светлокафяви. Могат да се използват в туршии или да се препекат за използване в ястия. Когато се смелят и смесят с други съставки, се получава подправкова паста, известна като горчица.
Семената съдържат синалбин, който е тиогликозид и е причина за острия им вкус. Белият синап има по-малко етерични масла и вкусът му се смята за по-мек от вкуса на семената на черния синап.